# Alfa Romeo Brera
Pour les articles homonymes, voir Brera (homonymie).
L'Alfa Romeo Brera est un coupé sportif du constructeur automobile italien Alfa Romeo. C'est un coupé 2+2, 3 portes produit entre 2005 et 2010, qui se décline également en version Spider (Cabriolet) depuis 2006. Elle a reçu le Prix de la plus belle voiture de l'année 2005.

## Concept
L'Alfa Romeo Brera est à l'origine apparue comme un concept car au salon international de l'automobile de Genève de 2002. Il a été conçu par Giorgetto Giugiaro chez Italdesign Giugiaro. La Brera a été largement acclamée, et des plans de production ont été plus tard annoncés pour 2005.
Pour la beauté du concept, le moteur est un V8 de 400 ch en position centrale avant, et les portes se signalent par leur ouverture à la verticale, avec une articulation implantée dans la partie basse de la porte.
Le style séduira le public, mais aussi la direction d’Alfa Romeo. ItalDesign remporte ainsi le contrat pour le dessin de la nouvelle 159. Et au passage également le remplacement des GTV et Spider signées Pininfarina par les Brera et Spider.

## Série
L'Alfa Romeo Brera sous sa forme de série a été présentée pour la première fois au Salon de l'automobile de Genève de 2005. Cette version a conservé de nombreux traits esthétiques du concept mais a été diminué en taille. Certains détails confirment la vocation sportive de ce nouveau coupé Alfa Romeo, comme la double sortie d'échappement chromée ou encore les triples optiques de phares avant.
Les motorisations essence de la Brera sont également au service de la sportivité avec une version de base 2.2 JTS de 185 ch (traction uniquement), jusqu'à une version plus poussée : le V6 3.2 de 260 ch disponible en traction ou avec la transmission intégrale Q4 (boîte manuelle ou automatique "Qtronic").
À noter que le bloc moteur de ce V6 3,2 L fait partie de la gamme GM High Feature, produit par Holden (marque du groupe GM). Les culasses ont été retravaillées profondément par Alfa Romeo, les pistons étant aussi spécifiques au moteur italien. Ceci lui confère un comportement et une sonorité unique, rappelant le fameux V6 Alfa Romeo (surnommé « Busso »). Cette architecture moteur se retrouve également dans diverses marques du groupe GM, notamment chez Opel et Saab.
Un moteur V8 d'origine Maserati plus conforme à la motorisation du concept car aurait été un temps envisagé sous le capot de la Brera. Toutefois, à cette époque, Maserati faisait seulement partie de Ferrari, et non directement du groupe Fiat. Les plans produit n'étant donc pas coordonnés, il semble que Maserati ait refusé la livraison du moteur, de peur que la Brera ne fasse concurrence à ses modèles . La Brera n'aura donc jamais bénéficié des services d'un V8, cet honneur revenant à l'Alfa Romeo 8C Competizione.
Un diesel est également disponible, un 5 cylindres de 2,4 litres de 210 ch (200 ch à sa sortie) disponible en traction seulement (boîte manuelle ou automatique « Qtronic »).
Une nouvelle motorisation baptisée « TBi » d'une cylindrée de 1 750 cm3, turbo essence à injection directe d'une puissance de 200 ch et 320 N m de couple, remplace avantageusement en juin 2009 le 2,2 litres 185 ch pénalisé par le poids élevé de la Brera.
Ce même moteur « TBi » équipe également la nouvelle Giulietta dans sa version Quadrifoglio Verde avec une puissance portée à 235 ch, puis 240 en 2014.

### Volumes

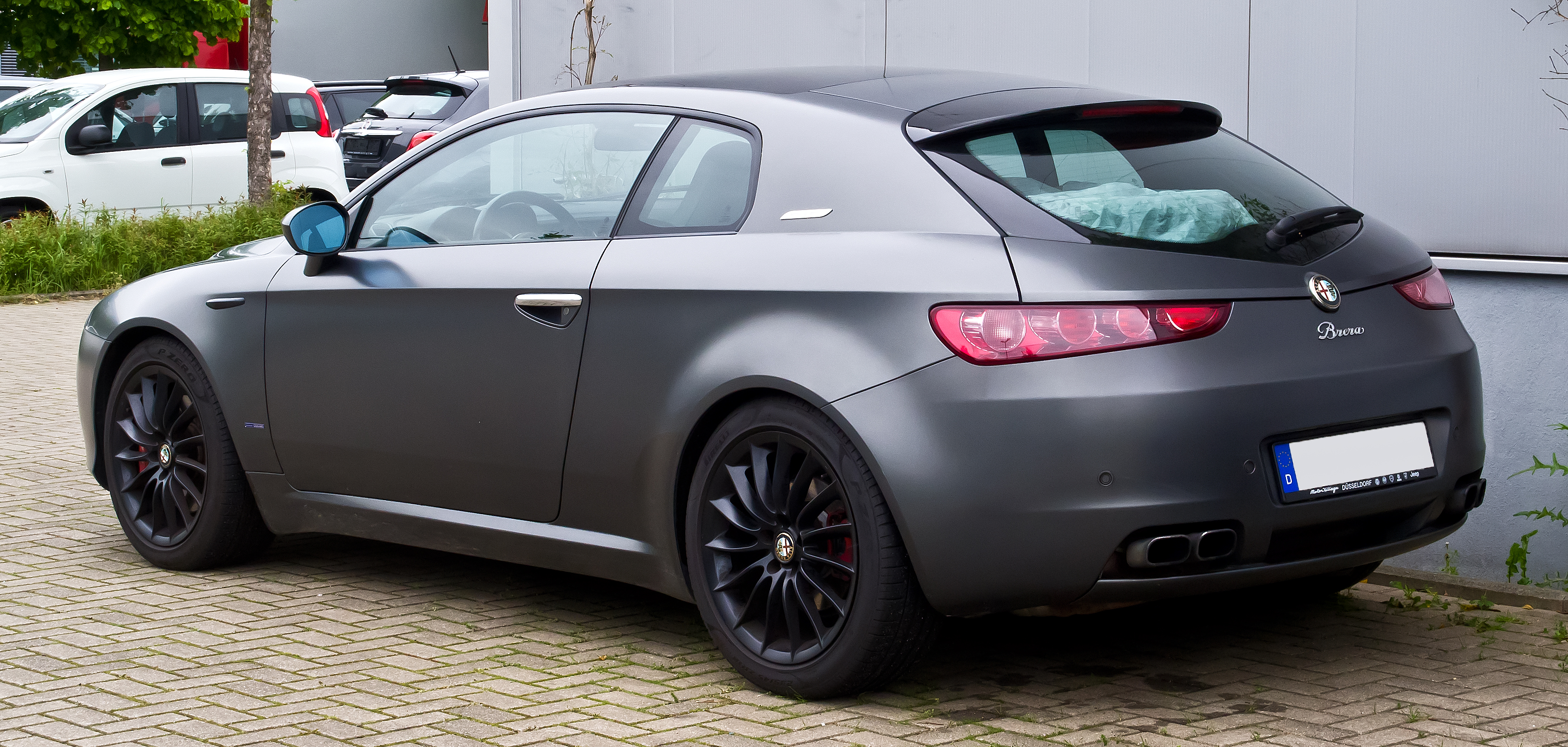
Une Brera vue de l'arrière.

| 2005  | 2006  | 2007  | 2008  | 2009  | 2010  | Total  |
| ----- | ----- | ----- | ----- | ----- | ----- | ------ |
| 1 630 | 8 248 | 4 795 | 3 770 | 1 629 | 1 589 | 21 661 |

### Série spéciale - Restylage

#### Brera Phase 2
Les volumes de vente n'étant pas à la hauteur des attentes d'Alfa Romeo, la marque procède à un restylage en mai 2008.
Certains équipements de série passent en option pour abaisser le prix de vente.
Les versions produites à partir de mai 2008 (couramment appelées « phase 2 » ou « My 2008 ») ont subi quelques modifications, tant sur le plan mécanique que sur le plan « pratique » :
- Apparition d'un bouton poussoir sur le logo de hayon pour déverrouiller le coffre (clé et bouton dans l'accoudoir auparavant)
- Nouveaux sièges plus design avec un meilleur maintien. Les réglages lombaires deviennent électriques.
- Nouveau volant plus ergonomique.
- Utilisation massive de plastique pour la console centrale (aluminium en option).
- Modification légère de la commande clim : apparition d'un bouton "OFF" au lieu de "MONO". La fonction reste accessible en restant appuyé plusieurs secondes sur "Auto".
- Nouveau graphisme des compteurs et des manomètres.
- Étriers de frein rouge signés Brembo disponible sur toutes les versions hors le 2,2 L JTS.
- Le poids et les qualités routières, avec un allégement grâce à l'utilisation de l'aluminium pour les montants de suspension et les étriers de freins, ainsi que le montage d'une barre stabilisatrice tubulaire et de jantes plus légères. Soit pour tous les modèles de la gamme de gagner 40 kg.  Avec la version deux roues motrices de sa Brera V6 260 ch,  l'auto perd 110. A 1.540 kg, elle rentre presque dans la norme

#### Version Italia Independent
La Brera Italia Independent est disponible avec les moteurs 2,2 L JTS de 185 ch et le 3,2 L V6 de 260 ch. Série limitée à 900 exemplaires se distinguant par :
- Jantes alliage 18 pouces[5].
- Bouchon de carburant en aluminium[5].
- Étrier de freins rouge[5].
- Teinte Titane mate exclusive[5].
- Un volant cuir noir à coutures rouges[5];
- Inserts en Kevlar[5].
- Plaquages en aluminium sur les appuis-tête avant[5].
- Pédalier-repose pied en aluminium[5].

#### Version Ti
Ti comme Tourisme International, d'abord équipée du 2,2 L JTS 185 ch et du V6 3,2 L, cette appellation se répartira sur tous les modèles de la gamme.
- Boite de vitesses Selespeed uniquement sur le 2.2 JTS[6].
- Nouvelles jantes spécifiques inspiré 8C de 19 pouces[6].
- Étrier de freins Brembo[6].
- Inscription logo Ti sur la carrosserie[6].
- Sellerie spécifique : sièges baquet en cuir souple et surpiqûres flanqués d'une plaque métallique arborant le logo Ti[6].
- Habillage (volant et tableau de bord) en aluminium brossé sombre (carbone en option)[6].
- Volant et pommeau de vitesse en cuir (planche de bord en option)[6].
- Pédalier-repose pied en aluminium[6].
- Nouveau graphisme des compteurs et des manomètres[6].

La Ti sera généreusement équipée, puisqu'on y trouvera le climatiseur bizone et le système de stabilité VDC, les phares au xénon, le sky window, les rétroviseurs d’aile réglables avec mémoire, le filet de maintien bagages et le pack capteurs.

#### Version S
Née d'une collaboration entre Alfa Romeo UK et Prodrive, la Brera S est disponible à 500 exemplaires maximum. Disponible uniquement en motorisation V6 et 2,2 L, cette nouvelle version est plus au service de la sportivité.
- Suspension en aluminium abaissée de 10mm avant et arrière[7].
- Composants de suspensions (Eibach, Bilstein) allégés[7].
- Nouvelles jantes de 19 pouces spécifiques inspiré de la 8C[7].
- Un poids total en baisse de 100 kg pour le V6 et 35 kg pour le 2,2 L[7].
- Étrier de freins Brembo.
- Nouveaux embouts d'échappements améliorant la sonorité[8].

### Prix

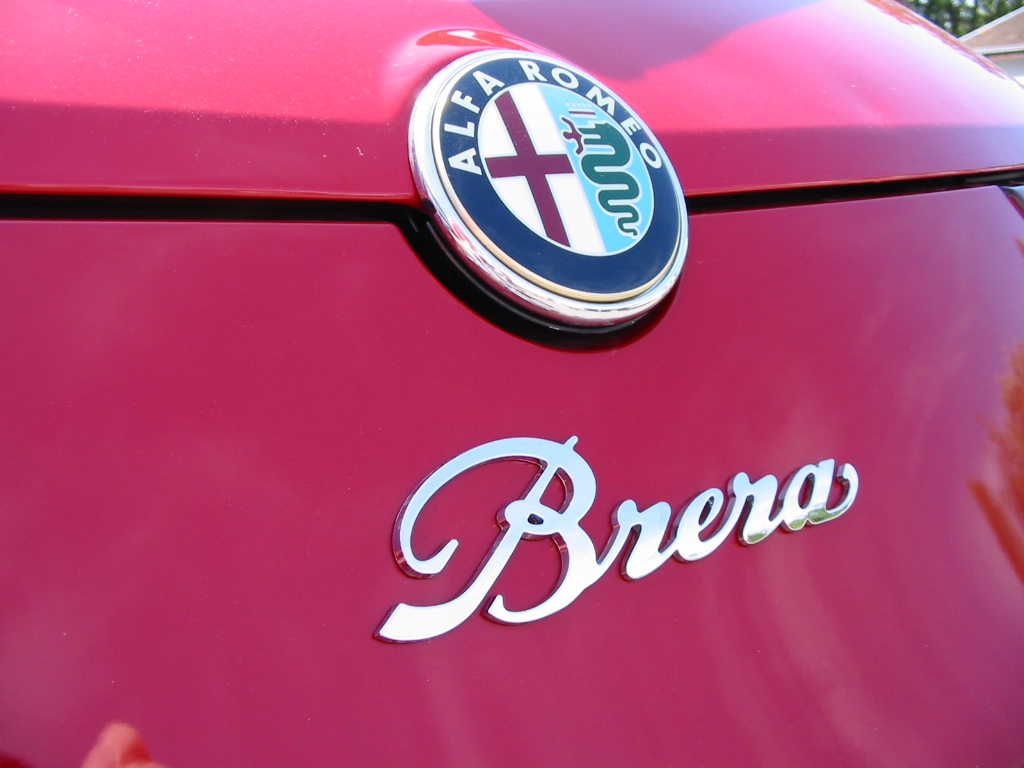
Le logo de la Brera.

Prix d'achat du véhicule a la sortie dans les différentes finitions, sans options.
| 2.2 JTS  | 33 850 à 37 800 € |
| 1750 TBI | 34 850 €          |
| 2.0 JTDM | 34 850 €          |
| 2.4 JTDM | 35 700 à 39 200 € |
| 3.2 V6   | 38 850 à 46 950 € |

### Ventes
Malgré un style réussi, la Brera se révèlera un échec commercial. La presse épingle son manque de caractère, dû à un poids élevé et au passage de la propulsion à une transmission intégrale, et considère également que son V6 Holden, bien qu’honorable, n’est pas à la hauteur de l’ancien V6 Busso en termes de sonorité et de personnalité. Si les performances sont au rendez-vous, le frisson n’est pas vraiment là. La communauté alfiste aura du mal à lui pardonner cette carence, particulièrement handicapante pour un coupé Alfa Romeo.

## Finition

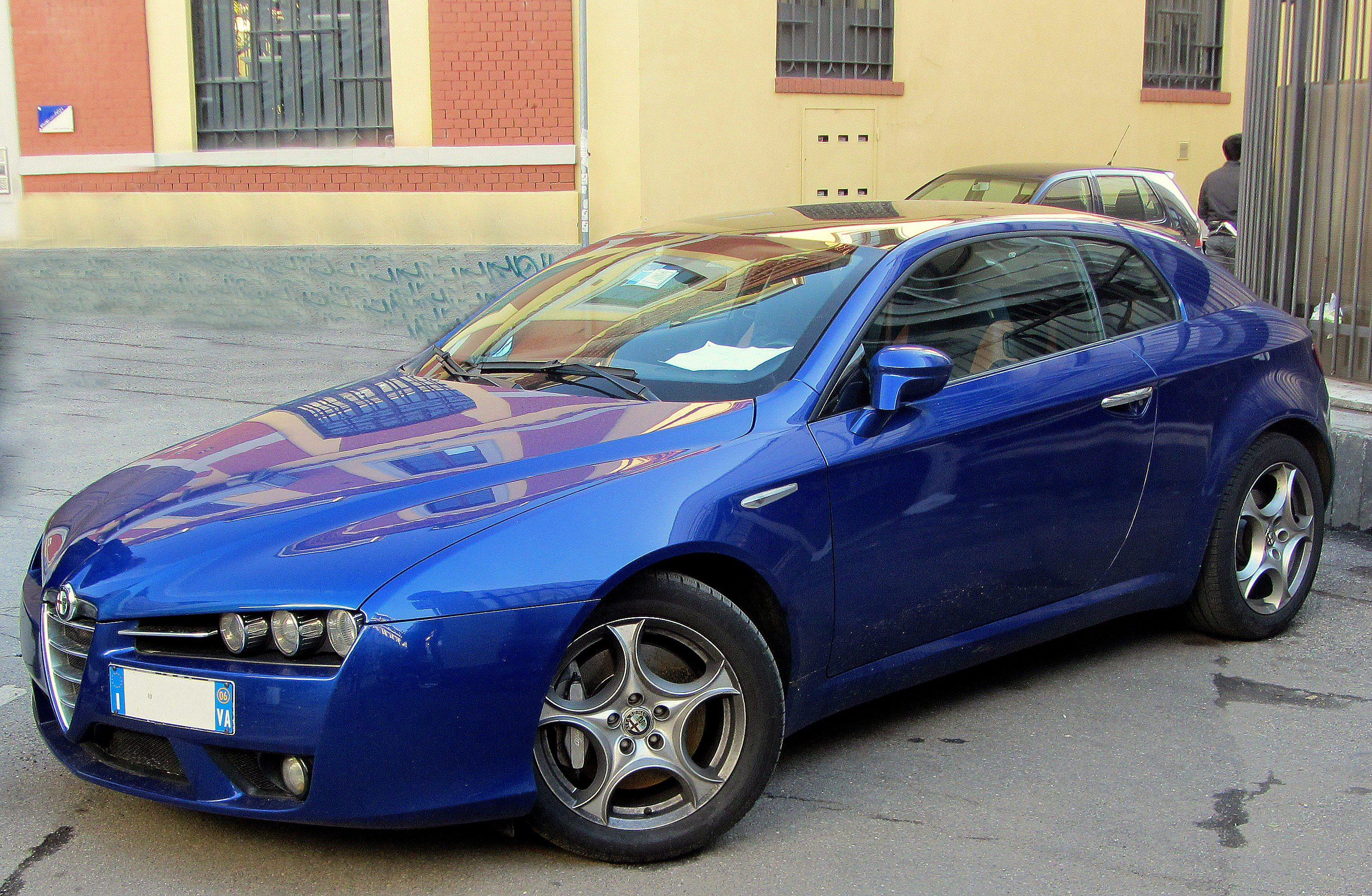
Une Brera immatriculée en Italie.

L'Alfa Brera se présente sous un grand nombre de déclinaisons avec trois motorisations, trois niveaux d'équipement, dix couleurs de caisse et quatre ambiances intérieures différentes à sa sortie.
Distinctive : propose d'origine la dotation suivante : ordinateur de bord, système de climatisation automatique bi-zone, régulateur de vitesse, démarrage du moteur par bouton-poussoir au tableau de bord, contrôle de stabilité VDC, radars de recul, jantes alliage léger de 16", intérieur en tissu sport, airbag de genoux conducteur, installation audio avec radio CD et commandes au volant.
Selective : sellerie cuir bi-ton, inserts en aluminium sérigraphiés, les capteurs de pluie, de luminosité et de buée, des jantes alliage 17" et les rétroviseurs extérieurs rabattables électriquement.
Sky View : Identique a Selective + sellerie Alfatex et toit panoramique en verre avec rideau électrique.
Tous les modèles peuvent être équipés de la technologie Blue&ME.

## Motorisations
Seules trois motorisations sont proposées à la sortie du modèle. Deux autres viendront compléter cette panoplie à partir de 2009, dont un tout nouveau moteur, le TBI, signé de la marque au Trèfle. Celui-ci sera par ailleurs repris sur la future Giulietta.
|                                  | 2.2 JTS              | 2.4 JTDM             | 2.4 JTDM                       | 3.2 V6                         | 3.2 V6                         | 1750 TBI             | 2.0 JTDM             |
| -------------------------------- | -------------------- | -------------------- | ------------------------------ | ------------------------------ | ------------------------------ | -------------------- | -------------------- |
| Année de production              | 2006 - 2010          | 2006 - 2010          | 2008 - 2010                    | 2006 - 2010                    | 2007 - 2010                    | 2009 - 2010          | 2009 - 2010          |
| Moteur                           | 4 cylindres en ligne | 5 cylindres en ligne | 5 cylindres en ligne           | 6 cylindres en V à 60°         | 6 cylindres en V à 60°         | 4 cylindres en ligne | 4 cylindres en ligne |
| Type                             | Essence              | Diesel               | Diesel                         | Essence                        | Essence                        | Essence              | Diesel               |
| Admission                        | Atmosphérique        | Turbocompressé       | Turbocompressé                 | Atmosphérique                  | Atmosphérique                  | Turbocompressé       | Turbocompressé       |
| Cylindrée (cm3)                  | 2 198                | 2 387                | 2 387                          | 3 195                          | 3 195                          | 1742                 | 1956                 |
| Puissance maximale (ch)          | 185                  | 200                  | 200                            | 260                            | 260                            | 200                  | 170                  |
| Au régime de (tr/min)            | 6 500                | 4 000                | 4 000                          | 6 200                          | 6 500                          | 5 000                | 4 000                |
| Couple maximal (N m)             | 230                  | 400                  | 400                            | 322                            | 322                            | 320                  | 360                  |
| Au régime de (tr/min)            | 4500                 | 2 000                | 2 000                          | 4 500                          | 4 500                          | 1 400                | 1 750                |
| Boite de vitesses                | Manuelle 6 rapports  | Manuelle 6 rapports  | Automatique 6 rapports Qtronic | Manuelle 6 rapports            | Automatique 6 rapports Qtronic | Manuelle 6 rapports  | Manuelle 6 rapports  |
| Transmission                     | Traction             | Traction             | Traction                       | Traction (Q2) / Intégrale (Q4) | Traction (Q2) / Intégrale (Q4) | Traction             | Traction             |
| Vitesse maximale (km/h)          | 224                  | 228                  | 225                            | 240                            | 240                            | 235                  | 218                  |
| 0-100 km/h (en s)                | 8,6                  | 8,1                  | 8,3                            | 6,8                            | 7                              | 7,7                  | 8,8                  |
| Consommation mixte (en L/100 km) | 9,2                  | 6,8                  | 7,9                            | 11,5                           | 12,2                           | 8,1                  | 5,4                  |
| Émissions de CO2                 | 218                  | 179                  | 208                            | 273                            | 289                            | 189                  | 142                  |
| Poids (kg)                       | 1 445                | 1 545                | 1 595                          | 1540                           | 1605                           | 1 430                | 1 480                |
| Capacité réservoir (en L)        | 70                   | 70                   | 70                             | 70                             | 70                             | 70                   | 70                   |

## Apparition dans les films / Séries
1. Dans le 13e films de Détective Conan : Le chasseur noir de jaïs, une Alfa Roméo Brera rouge Skyview (boite mécanique) fait son apparition (à partir de 10:42). Le sigle Alfa Roméo a cependant été retiré (bien que l'emplacement soit parfaitement visible).

Dans le film American Assassin de 2017 à 1h20.